# Henry Francis Nachtrieb

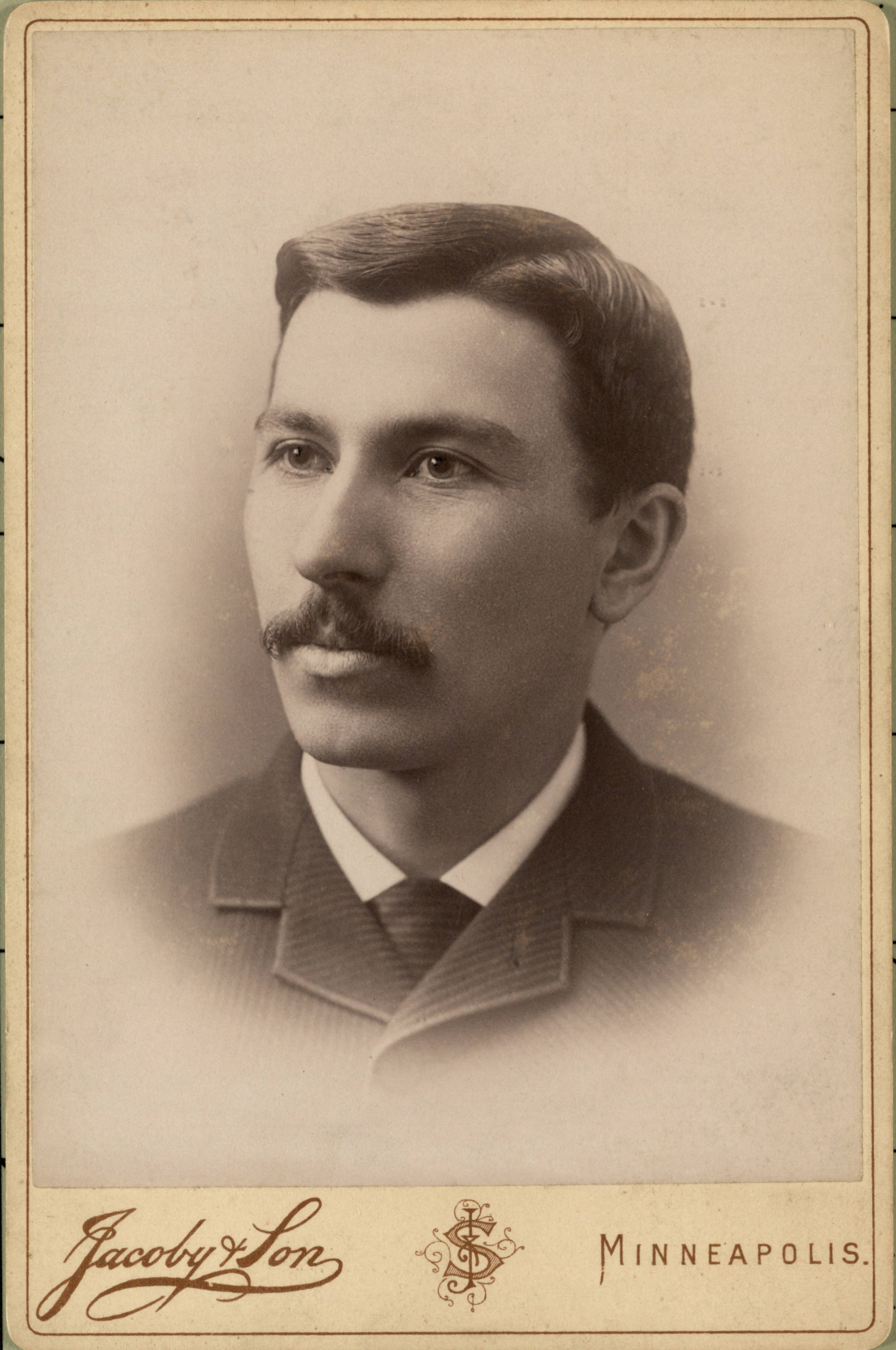
Henry Nachtrieb (1889)

Henry Francis Nachtrieb, auch in der Schreibvariante Henry F. Nachtrieb (* 11. Mai 1857 bei Galion, Ohio; † 25. Juli 1942 in Berkeley, Kalifornien), war ein US-amerikanischer Zoologe und Hochschullehrer.

## Leben

### Familie und Ausbildung
Der in der Nähe der im Bundesstaat Ohio gelegenen Stadt Galion aufgewachsene Henry Francis Nachtrieb, Sohn des Christian Nachtrieb und dessen Ehefrau Friedericka Diether Nachtrieb, absolvierte in den Jahren 1874 bis 1877 das German Wallace College in Berea. Im Anschluss wandte er sich dem Studium der Biologie an der University of Minnesota zu, dort erwarb er 1882 den akademischen Grad eines Bachelor of Science. Studiengänge der Zoologie führten ihn danach an die Johns Hopkins University, dort verblieb er bis 1885.
Henry Francis Nachtrieb heiratete am 21. Juni 1886 Anna Eisele. Der während seiner Berufslaufbahn in der Pleasant Avenue in Minneapolis residierende Nachtrieb verzog im Alter nach Berkeley in Kalifornien, dort verstarb er im Sommer 1942 85-jährig.

### Beruflicher Werdegang
Henry Francis Nachtrieb kehrte nach seiner Studienzeit an der Johns Hopkins University an die University of Minnesota zurück, dort wurde ihm die Stelle eines Instructor in Biology übertragen, 1886 erfolgte seine Beförderung zum Assistant Professor, ein Jahr später zum Professor of Animal Biology sowie Leiter des Animal Biology Department. Zusätzlich war Nachtrieb wesentlich am Zustandekommen der General Alumni Association beteiligt, als deren erster Präsident er in den Jahren 1904 bis 1916 fungierte. Er wurde 1925 emeritiert. Nachtrieb war darüber hinaus in den Jahren 1889 bis 1912 als State Zoologist for the Geological and Natural History Survey of Minnesota eingesetzt.
Henry Francis Nachtrieb, Editor der Reports of the Geological and History Survey of Minnesota, Zoölogical Series, 1892-1912, publizierte insbesondere Abhandlungen zu den Stachelhäutern sowie zum Löffelstör (Polyodon spathula). Nachtrieb hielt ein Fellowship in der American Association for the Advancement of Science, sowie Mitgliedschaften in der American Society of Naturalists, der American Society of Zoölogists, der American Association of Anatomists, der American Genetic Association, der Phi Beta Kappa, der Sigma Xi sowie in der Psi Upsilon inne.

## Schriften
- Notes on echinoderms obtained at Beaufort, 1886
- zusammen mit P. L. Hatch, Geological and Natural History Survey of Minnesota: First report of the state zoölogist, Harrison & Smith, printers, Minneapolis, 1892
- zusammen mit C. L. Herrick, Charles Hampden-Turner: Second report of the State Zoologist, including a synopsis of the Entomostraca of Minnesota, in: Geological and Natural History Survey of Minnesota.; Zoological series, Pioneer Press, St. Paul, Minn., 1895
- The lateral line system of Polyodon, Cambridge, 1910
- zusammen mit Ernest E. Hemingway, J. Percy Moore: The leeches of Minnesota : part 1, General account of the habits and structure of leeches, in: Zoological series (Geological and Natural History Survey of Minnesota), volume 5, Geological and Natural History Survey of Minnesota, Minneapolis, Minn., 1912